# ヴィースバーデン (軽巡洋艦)
ヴィースバーデン (SMS Wiesbaden) はドイツ海軍の巡洋艦。ヴィースバーデン級小型巡洋艦の1隻。

## 艦歴
1915年1月30日進水。同年8月20日就役。
「ヴィースバーデン」は1916年5月31日、6月1日のユトランド沖海戦にフリードリヒ・ベディッカー少将が指揮する第2偵察群所属で参加した。17時ごろ、偵察部隊の先頭に位置していたベディッカーの戦隊はイギリス軽巡洋艦「チェスター」と交戦し「チェスター」に大損害を与えたが、ホレース・フッド少将の指揮する第3巡洋戦艦戦隊が救援に現れた。「ヴィースバーデン」はイギリス巡洋戦艦「インヴィンシブル」からの砲撃で大破し、機関室への直撃弾で機関は完全に破壊された。さらに、続く駆逐艦の攻撃で「ヴィースバーデン」には魚雷1本が命中した。その後もイギリス軍の砲撃の目標となり、6月1日午前2時45分頃に沈没した。22人がどうにか救命ボートにはい上がり、その内一人だけが助かった。死者は589名であった。